# آيت حمو ادريعات (الركيبات)
آيت حمو ادريعات هو دُوَّار يقع بجماعة آيت حمو، إقليم الرحامنة، جهة مراكش آسفي في المملكة المغربية. ينتمي الدوّار لمشيخة الركيبات التي تضم 19 دوار. يقدر عدد سكانه بـ 96 نسمة حسب الإحصاء الرسمي للسكان والسكنى لسنة 2004.

## وصلات خارجية
- البوابة الوطنية للجماعات الترابية
- المندوبية السامية للتخطيط